# 道路システム高度化推進機構
一般財団法人道路システム高度化推進機構（どうろシステムこうどかすいしんきこう）は、有料道路自動料金収受に関するシステム及び技術（以下ETCシステム・ETC技術）を研究開発・管理運営する日本の法人である。英文名称 Organization for Road System Enhancement から、ORSE（オルセ）を略称としている。元国土交通省所管。
2014年9月に「一般社団法人ITSサービス推進機構」と合併し、「（一財）ITSサービス高度化機構（ITS-TEA）」に名称が変更となった。
「ETC」およびETCロゴを登録商標として所有している。

## 概要
- 設立：1999年9月2日
- 主な役員（2013年4月1日時点[2]）
  - 理事長：渡辺捷昭（非常勤。トヨタ自動車相談役）
  - 常務理事：秋山由和（常勤）
  - 常務理事：尾田至（常勤）
  - 他、理事7名（非常勤）、監事1名（常勤）
- 本部所在地：東京都千代田区二番町11番7号 住友不動産二番町ビル

2010年3月9日、「事業仕分け (行政刷新会議)第2弾」において、仕分け対象枠の公益法人に選定された。

## 組織
- 理事会
  - 理事長
  - 理事
- 監事
- 評議員会
- 総務部
  - 総務課
  - 経理課
- 企画調査部
  - 企画課
  - 調査課
  - ETC多目的利用推進室
- システム部
  - 開発課
  - 管理課
- 業務部
  - 業務課
  - セットアップ課

## 事業内容
1. ETCシステムに関する情報安全確保規格の提供
2. ETCシステムに関する識別処理情報の付与に関する業務
3. ETC技術の高度化に関する調査研究および開発
4. ETCシステムに関する標準化
5. ETCシステムの普及促進
6. ETC技術に関する情報収集・公表及び関係機関・団体との交流